# Mervyn Spence
Mervyn Spence (Larne, 6 novembre 1958) è un bassista britannico.

## Biografia

### I primi anni
Spence si trasferì nello Staffordshire dall'Irlanda del Nord alla fine degli anni settanta e iniziò a suonare con band come The Jury e Big Daisy.

### I Trapeze
Mentre suonava nelle band locali, è stato notato da Mel Galley, che ha prontamente offerto a Spence il posto di bassista e cantante nei Trapeze, che era stato lasciato vacante da quando Peter Goalby era partito per unirsi agli Uriah Heep. Spence fece un breve tour con la band e durante il suo mandato registrò materiale per un album che, a causa della partenza di Galley per sostituire Bernie Marsden negli Whitesnake, rimane inedito.
Tuttavia, molte delle canzoni di queste sessioni (i demo esistono in forma bootleg), formerebbero una parte molto piccola del progetto Phenomena di Tom Galley, a cui Spence si unì in seguito per cantare e suonare il basso nell'album del 1992 "Innervision".

### Gli Wishbone Ash
Dopo lo scioglimento dei Trapeze, a Spence è stato offerto un provino per Wishbone Ash mentre stava lanciando materiale demo a vari punti vendita. Grazie alla sua estensione vocale e al suo entusiasmo, Spence è diventato un membro della band. Spence si esibirà in un album della band, Raw to the Bone del 1985.
Spence lasciò i Wishbone Ash nel 1986 "per occuparsi di questioni familiari". Da allora ha pubblicato due album da solista sotto il nome di "O'Ryan" (il nome da nubile di sua madre), Something Strong del 1993 e Initiate del 1995.

## Discografia

### Solista
- 1993 - Something Strong
- 1995 - Initiate

### Con gli Wishbone Ash
- 1985 - Raw to the Bone